# Bornemisza
Bornemisza de Kászon (en hongrois : kászoni Bornemisza) est le patronyme d'une ancienne famille de la noblesse hongroise.

## Origines
La famille Bornemisza est une famille sicule de Transylvanie où plusieurs de ses membres eurent un rôle important. D'origine obscure, elle portait autrefois le nom de Csutak de Kászon-impérfalva (kászon-impérfalvi Csutak). György Csutak reçoit un don de blason du prince Georges Ier Rákóczi en 1633.

## Membres notables
- János Bornemisza, 1e du nom, né Csutak de Kászon-impérfalva (1672-1742). Créé baron en 1717, il fut grand-juge royal et vice-chancelier de Transylvanie.
- baron Ignác Bornemisza (1707–1769), főispán de Torda, trésorier du prince de Transylvanie.
- baron János Bornemisza (hu) (1734–1810), chambellan, főispán de Hunyad.
- baron Ignác Bornemisza (1809–1877), alispán de Kolozs, député de la Diète.
- baron Pál Bornemisza (hu) (1853–1909), chercheur et ethnographe spécialiste de l'Afrique.
- baron Lipót Bornemisza (1876-1940), il fut főispán de Hunyad.
- baron  Gábor Bornemisza (1859-1915), chambellan KuK (1907). Il adopte son beau-fils Heinrich Thyssen (1875-1947) qui est ainsi autorisé à porter à l'avenir le nom, le titre et les armes de la famille sous le nom de baron Henrik Thyssen-Bornemisza de Kászon.
- baron Sebestyén Bornemisza (1890-1953), philosophe, journaliste, maire de Kolozsvar, ministre sous-secrétaire d'État en Roumanie, mort en détention politique, victime du régime communiste de Roumanie.
- baron Elemér Bornemisza (hu) (1930–2010), professeur de chimiste et membre de l'Académie hongroise des sciences, il est le président fondateur de l'Académie des sciences de Costa Rica.

## Liens, sources
- Iván: Magyarország családai Vol.I-II, Pest 1857-1868
- Arbre généalogique sur genealogy.euweb
- A Pallas nagy lexikona